# 일리야 예렌부르크

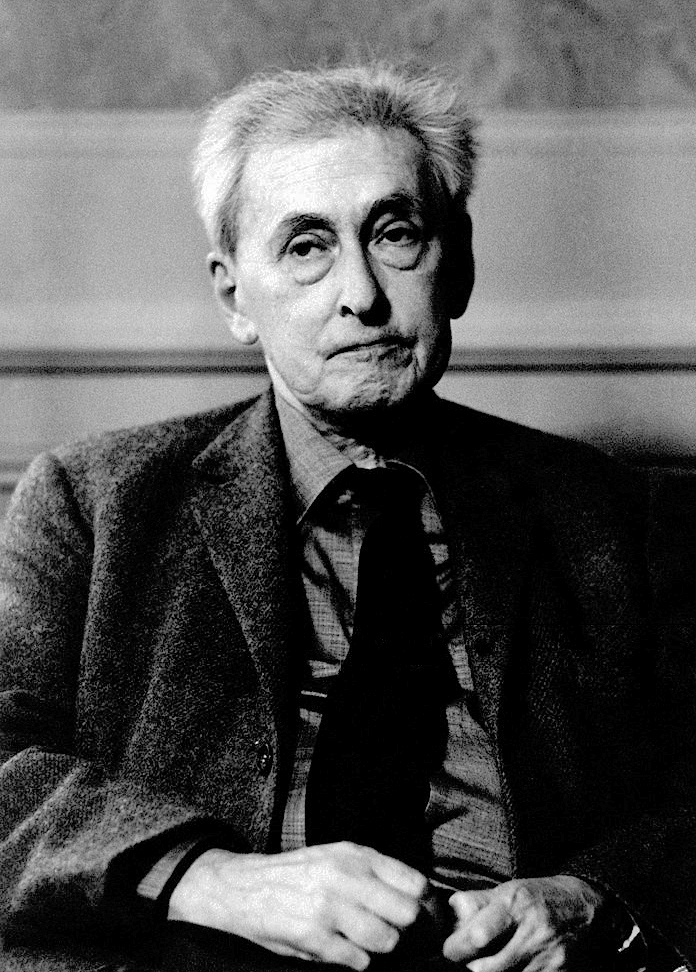
1960년대

일리야 그리고리예비치 예렌부르크(러시아어: Илья́ Григо́рьевич Эренбу́рг, 1891년 1월 26일 ~ 1967년 8월 31일)는 소련의 작가이다.
매우 다재다능하고 많은 책을 쓴 작가로서 저널리스틱한 감각에도 뛰어나며 그의 문학생활 또한 시대의 변천에 따라 어지럽게 변천했다. 키예프의 유대인 가정에 태어나 모스크바에서 소년시대를 보냈다. 15세 때 볼셰비키당의 지하조직에 가담, 17세 때 체포되었고 이듬해 파리로 망명, 파리의 보헤미안이나 망명자들과의 접촉을 통해 서구적 지성을 지닌 아방가르드 작가로서 성장했다. 풍자적이며 그로테스크한 걸작 <훌리오 후레니토의 편력>(1922)이나 표현주의적이며 20대 문학의 특질을 잘 나타내고 있는 <트러스트 D·E>(1923) 등을 썼다.
30년대에 들어와서는 소비에트 체제 편에 명백히 가담, 사회주의 건설을 테마로 하는 작품을 많이 쓰는 한편, 에스파냐 내란에의 참가 등 현실 참여의 자세를 더욱 강화해가나 작품 그 자체는 시사적 테마 및 사실에 파묻혀 초기 작품의 예리한 맛이나 매력을 잃어갔다. 스탈린 비판 이후 문제작 <해빙>(1954)을 발표, 사회의 부정면에는 고의로 눈을 돌리지 않는다는 소련 문예계를 지배하였던 풍조를 비판하고 수많은 에세이를 통해 비(非)스탈린화 운동의 기수가 되었다. 회상록 <인간·세월·생활>(1960-64)은 소비에트 시대를 몸소 체험한 지식인의 증언으로서 주목할 만한 작품이다. 시대에 대한 예리한 감각을 지녔으며 그 시대에 부합되는 작품을 쓰는 능력을 지닌 그는 세계 각국에 많은 독자를 가지고 있으며 주요 작품은 여러 나라 말로 번역되어 있다.